# 강경중앙초등학교
강경중앙초등학교(江景中央初等學校)는 대한민국 충청남도 논산시 강경읍에 있는 공립 초등학교이다.

## 학교 연혁
- 1905년 4월 2일 사립 보명학교 2년제 개교
- 1907년 4월 7일 강경공립보통학교 개편(4년제)
- 1920년 3월 1일 6년제 인가
- 1937년 6월 30일 강당 준공
- 1938년 4월 1일 강경중정공립심상소학교 개칭
- 1941년 4월 1일 강경중정공립국민학교로 개칭
- 1946년 3월 1일 강경제일공립국민학교로 개칭
- 1949년 4월 1일 강경중앙국민학교로 개칭
- 1996년 3월 1일 강경중앙초등학교로 개칭
- 2005년 4월 3일 개교 100주년 기념식
- 2018년 2월 9일 제109회 21명 졸업장 수여식(총17,171명 졸업)
- 2018년 3월 1일 초등학교 6학급, 유치원 1학급 편성

## 문화재 지정
학교 강당은 일제강점기 당시 강당건축의 보편적 특성을 지니고 있는 단아한 분위기의 적벽돌 조적조 건축물이다. 2003년 6월 30일 대한민국의 등록문화재 제60호로 지정되었다.

## 참고 자료
- 강경중앙초등학교 - 한국교육학술정보원 학교알리미